# Гархінг-ан-дер-Альц
Гархінг-ан-дер-Альц (нім. Garching an der Alz) — громада в Німеччині, розташована в землі Баварія. Підпорядковується адміністративному округу Верхня Баварія. Входить до складу району Альтеттінг.
Площа — 25,87 км2. Населення становить 8708 ос. (станом на 31 грудня 2020).